# Isabelle Juppé
Isabelle Juppé, nata Bodin (Saint-Lô, 5 marzo 1961), è una giornalista e romanziera francese, moglie dell'ex Primo ministro francese Alain Juppé.

## Biografia
Titolare di un master in giurisprudenza ed ex revisore dei conti dell'Institut Multimedia, Isabelle Juppé ha svolto inizialmente l'attività di giornalista per Le Matin de Paris, poi La Croix, prima di diventare scrittrice. 
Divorziata dal giornalista Philippe Legrand con cui ha due figli, si è sposata per la seconda volta, il 29 aprile 1993, con Alain Juppé, allora ministro degli Affari esteri. A quel tempo, era responsabile del monitoraggio dell'RPR per conto del suo giornale. Si dimise quindi dal suo incarico, come già avvenuto per Anne Sinnclair (anch'essa nella stessa situazione).
Accompagnò il marito all'Hôtel Matignon quando fu nominato Primo ministro (dal 17 maggio 1995 al 2 giugno 1997). La coppia Juppé-Bodin ha una figlia, Clara, nata nell'ottobre 1995; era la prima volta dai tempi di Félix Gaillard nel 1958 che un capo di governo non vedeva nascere suo figlio durante il proprio mandato.
Nell'ottobre 2000 entra a far parte del gruppo Lagardère, come specialista dell'impatto delle tecnologie digitali sui media. Nel 2008 è stata nominata direttrice dello sviluppo sostenibile, affiancando Arnaud Lagardère sui temi del digitale, dei nuovi media e dei giovani.